# Olivia Trummer

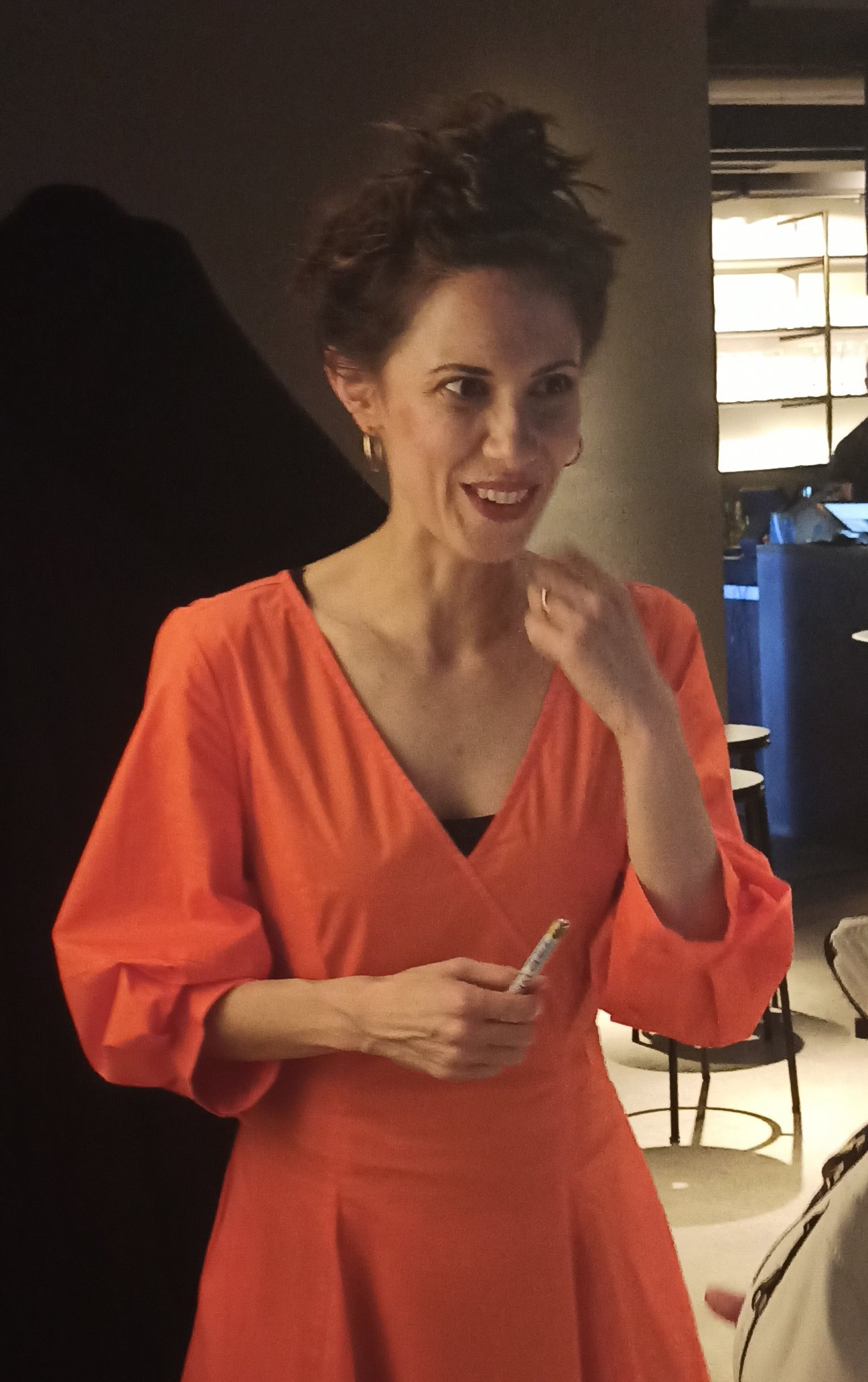
Olivia Trummer im Nica Jazz Club, Hamburg, Juli 2025

Olivia Trummer (* 12. Juni 1985 in Stuttgart) ist eine deutsche Jazzmusikerin (Piano, Gesang, Komposition).

## Werdegang
Trummer entstammt einer Musikerfamilie. Mit vier Jahren begann sie ihre klassische Klavierausbildung und fing an, sich auch über Improvisation und Komposition auszudrücken. Sie studierte Jazzpiano und klassisches Klavier an der Hochschule für Musik und Darstellende Kunst Stuttgart, schloss beides mit Auszeichnung ab und setzte ihr Jazzklavierstudium mithilfe eines Stipendiums des DAAD an der Manhattan School of Music in New York fort.
Als Sängerin machte sie mit dem „Olivia Trummer Trio“ auf sich aufmerksam, wobei sie Jazz und Songwriting miteinander verbindet und den Jazzgesang „durch aberwitzige Melodiesprünge und kühne Scat-Koloraturen in den Kunstliedbereich vorantreibt.“
Der Brückenschlag zwischen Jazz und klassischer Musik spiegelt sich in ihrer Projektreihe C2J – Classical to Jazz wider: Ihre Jazz-Arrangements von Werken von J.S. Bach, W.A. Mozart und D. Scarlatti führte sie vielfach bei klassischen Festivals im Duo mit dem Schweizer Vibraphonisten Jean-Lou Treboux auf.
Seit 2018 spielte Trummer regelmäßig Konzerte als Solistin und auch mit der israelischen Flötistin Hadar Noiberg, mit der sie das Album The Hawk (2019) veröffentlichte. Seit 2016 ist sie festes Mitglied der Band Caipi von Kurt Rosenwinkel. 2021 traten Rosenwinkel, Pedro Martins und Trummer mit der DR Big Band (unter Leitung von Miho Hazama) auf. Weitere Projekte und Kollaborationen führte sie durch mit der NDR Bigband (2014 und 2016), dem Ensemble Eichendorff (mit Claudio Puntin, Libor Šíma sowie Bodek Janke), der Gruppe East Drive, Marit Beyer und Malte Prokopowitsch  (Die Reise nach Brasilien, Die kleine Meerjungfrau, „Paris“).
2019 veröffentlichte der Jazzchor Freiburg auf seiner CD Infusion auch eine von Klaus Frech für Chor arrangierte Version von Trummers Song Precious Silence. Sie wurde als Liedtexterin von Kurt Rosenwinkel (Recognized) und Mario Biondi (Mesmerizing Eyes, Give our love another chance, Dream for two) beauftragt.
Konzerte führten sie außer durch Deutschland auch nach Italien, England, Irland, Österreich, Tschechien, Russland, Japan, China, Israel, in die Schweiz und in die USA, mit Auftrittshöhepunkten beispielsweise in der Carnegie Hall, beim London Jazz Festival, im Ronnie Scott’s Jazz Club, bei den Ludwigsburger Schlossfestspielen, auf Schloss Elmau, im Konzerthaus Berlin und in der Liederhalle Stuttgart. Sie ist darüber hinaus im italienischen Film „Futura“ von Lamberto Sanfelice als Darstellerin und Musikerin an der Seite von Niels Schneider und Stefano Di Battista zu erleben (2020).
2022 veröffentlichte Trummer unter eigenem Namen ihr Album For You. Mit dem Schlagzeuger Nicola Angelucci folgte 2023 das Album Dialogue's Delight. Im Sommer 2025 erschien ihr Solo-Album Like Water, auf dem sie durchgängig singt und Klavier spielt; der Mix aus Coverversionen und Eigenkompositionen wurde von Russ Titelman produziert.

## Preise und Auszeichnungen
- 1999–2003: Fünf Bundespreise bei Jugend musiziert[4]
- 2008: 2. Preis des Internationalen Klavierwettbewerbs Palma D'Oro in Italien–––
- 2010: Stipendium der Kunststiftung Baden-Württemberg[5]
- 2012: Bruno-Frey-Preis der Landesakademie für die musizierende Jugend in Baden-Württemberg[6]
- 2014: Jazzförderpreis der Stadt Ingolstadt (erstmals national ausgeschrieben)[7][8]
- 2013 bis 2016: Förderung als Jazzkünstlerin des „stART“-Programms der Bayer AG in Leverkusen[9]
- mehrmalige Projekt-Förderungen durch die Initiative Musik
- 2019: Jazzpreis Baden-Württemberg[10]
- 2008: Auszeichnung des Albums Westwind beim Preis der Deutschen Schallplattenkritik[11]
- 2012: Liederbestenliste des Vereins Deutschsprachige Musik e. V. mit Meer ohne Wasser von dem Album Poesiealbum[12]
- 2015: Förderpreis beim Chanson-Wettbewerb Troubadour
- 2022: hr2-Hörbuchbestenliste Februar mit dem Hörbuch Paris – Werke von Rainer Maria Rilke und Erik Satie[13]

## Diskografie (Auswahl)
- Nach Norden (Neuklang 2006, mit Joel Locher, Marcel Gustke sowie Libor Šíma)
- Westwind (Neuklang 2008, mit Joel Locher, Bodek Janke, sowie Matthias Schriefl)
- Nobody Knows (Neuklang 2009, mit Antonio Miguel, Bodek Janke sowie Matthias Schriefl)
- Poesiealbum (Neuklang 2011, mit Johannes Lauer, Martin Gjakonovski, Bodek Janke)
- Fly Now (Contemplate 2014; mit Kurt Rosenwinkel, Matt Penman, Obed Calvaire)
- C2J Classical to Jazz One featuring Jean-Lou Treboux (Neuklang 2015)[14]
- Studiokonzert: Olivia Trummer (Vinyl) (Neuklang, 2018)
- The Hawk (flavoredtune 2019, mit Hadar Noiberg)
- Changes (Warner Music Italy 2021, mit Nicola Angelucci, Gabriele Mirabassi, Luca Bulgarelli)
- For You (Warner Music Italy 2022, mit Fabrizio Bosso, Kurt Rosenwinkel, Rosario Bonaccorso, Nicola Angelucci)
- Olivia Trummer / Nicola Angelucci: Dialogue’s Delight (Warner Music Italia 2023, mit Luciano Biondini)[15]
- Like Water (Warner Music Italia 2025)[3]